# Dopravní podnik Ostrava
Dopravní podnik Ostrava (DPO) – spółka akcyjna będąca operatorem miejskiego transportu publicznego w Ostrawie. Przedsiębiorstwo powstało 19 października 1995 r., jego siedziba znajduje się przy ulicy Poděbradovej 494/2 w Ostrawie. Jedynym akcjonariuszem jest miasto Ostrawa.
W 2020 r. DPO obsługiwał 60 linii autobusowych o całkowitej długości 730,1 km, 12 linii trolejbusowych o całkowitej długości 122,2 km i 16 linii tramwajowych o całkowitej długości 212,1 km. Według stanu z 2020 r. DPO dysponował 298 autobusami, 68 trolejbusami, 239 tramwajami, które w ciągu roku przewiozły 76 509 000 pasażerów.

## Struktura organizacyjna
Stan z 2020 r.

### Rada dyrektorów
- Przewodniczący: Daniel Morys
- Wiceprzewodniczący: Roman Šula
- Członkowie: Martin Chovanec, Aleš Hladký, Michal Otava

### Rada nadzorcza
- Przewodniczący: Vladimír Cigánek
- Wiceprzewodniczący: Karel Malík
- Członkowie: Ivo Protivínský, Ladislav Fister, Martin Chleboun, František Vaštík, Iveta Vozňáková, Ivo Gondek, Petr Kopečný, Miroslav Svozil